# Магнетік-Спрінгс (Огайо)
Магнетік-Спрінгс (англ. Magnetic Springs) — селище (англ. village) в США, в окрузі Юніон штату Огайо. Населення — 267 осіб (2020).

## Географія
Магнетік-Спрінгс розташований за координатами 40°21′11″ пн. ш. 83°15′47″ зх. д. / 40.35306° пн. ш. 83.26306° зх. д. (40.353012, -83.262933).  За даними Бюро перепису населення США в 2010 році селище мало площу 0,61 км², з яких 0,60 км² — суходіл та 0,01 км² — водойми.

## Демографія
Згідно з переписом 2010 року, у селищі мешкало 268 осіб у 110 домогосподарствах у складі 75 родин. Густота населення становила 438 осіб/км².  Було 127 помешкань (208/км²).
Расовий склад населення:
| - 97,4 % — білих - 0,7 % — корінних американців - 0,4 % — чорних або афроамериканців |

До двох чи більше рас належало 1,5 %. Частка іспаномовних становила 0,0 % від усіх жителів.
За віковим діапазоном населення розподілялося таким чином: 25,4 % — особи молодші 18 років, 67,1 % — особи у віці 18—64 років, 7,5 % — особи у віці 65 років та старші. Медіана віку мешканця становила 39,8 року. На 100 осіб жіночої статі у селищі припадало 107,8 чоловіків;  на 100 жінок у віці від 18 років та старших — 102,0 чоловіків також старших 18 років.
Середній дохід на одне домашнє господарство  становив 43 751 долар США (медіана — 38 929), а середній дохід на одну сім'ю — 51 077 доларів (медіана — 42 917). За межею бідності перебувало 20,8 % осіб, у тому числі 25,4 % дітей у віці до 18 років та 0,0 % осіб у віці 65 років та старших.
Цивільне працевлаштоване населення становило 105 осіб. Основні галузі зайнятості: виробництво — 24,8 %, освіта, охорона здоров'я та соціальна допомога — 24,8 %, роздрібна торгівля — 23,8 %.